# Hunter Killer
Pour la série de comics, voir Hunter-Killer.
Pour plus de détails, voir Fiche technique et Distribution.
Hunter Killer ou Opération Hunter-Killer au Québec est un film d'action américain réalisé par Donovan Marsh, sorti en 2018.

## Synopsis
Joe Glass, commandant du sous-marin américain USS Arkansas, est en mission de sauvetage dans la péninsule de Kola pour retrouver l'USS Tampa Bay, porté disparu. Au même moment, le président russe Nikolai Zakarine est fait prisonnier dans la base navale de Poliarny — près de Mourmansk — à la suite d'un coup d'État mené par son ministre de la Défense, l'amiral Dmitri Durov. Le commandant Glass et son équipage vont devoir faire équipe avec une unité de Navy SEALs afin de sauver le président russe et empêcher la Troisième Guerre mondiale.

## Fiche technique
Sauf indication contraire, les informations mentionnées dans cette section peuvent être confirmées par la base de données cinématographiques IMDb,  présente dans la section « Liens externes ».
- Titre original et français : Hunter Killer
- Titre québécois : Opération Hunter-Killer
- Réalisation : Donovan Marsh
- Scénario : Arne Schmidt et Jamie Moss, d'après Firing Point de Don Keith et George Wallace
- Photographie : Tom Marais
- Montage : Michael J. Duthie
- Musique : Trevor Morris
- Production : Mark Gill, Toby Jaffe, Neal H. Moritz, Matthew O'Toole, Gerard Butler, Les Weldon, Alan Siegel
- Sociétés de production : Millenium Films, Hishow Entertainment, G-BASE, Original Film, Tucker Tooley Entertainment
- Sociétés de distribution : Summit Entertainment (États-Unis), Metropolitan Filmexport (France)
- Pays d'origine :  États-Unis
- Langue originale : anglais
- Budget : 40 millions USD
- Genre : action, guerre, thriller
- Durée : 121 minutes
- Dates de sortie :

États-Unis : 26 octobre 2018
France : 12 décembre 2018

## Distribution
- Gerard Butler (VF : Boris Rehlinger ; VQ : Louis-Philippe Dandenault) : Commandant Joe Glass, capitaine de l'USS Arkansas
- Gary Oldman (VF : Gabriel Le Doze ; VQ : Manuel Tadros) : Amiral Charles Donnegan, Chef d'État-Major des Armées
- Common (VF : Namakan Koné ; VQ : Didier Lucien) : Contre-Amiral John Fisk
- Zane Holtz (VF : Alexandre Bierry ; VQ : Joakim Lamoureux) : Navy SEAL Paul Martinelli, sniper de l'unité
- Caroline Goodall : Ilene Dover, Présidente des États-Unis
- Alexander Diatchenko (VF : Miglen Mirtchev) : Nikolai Zakarine, Président de la fédération de Russie
- Michael Nyqvist : Capitaine Sergueï Andropov, commandant du RFS Konek
- Mikhaïl Gorevoï (VF : Féodor Atkine) : Amiral Dmitri Durov, Ministre russe de la Défense
- Carter MacIntyre (en) (VF : Gilduin Tissier ; VQ : Gabriel Lessard) : Lieutenant-Commander Bryan Edwards, second de l'USS Arkansas
- Igor Jijikine : Lieutenant Tretiak des Spetsnaz
- Toby Stephens (VF : Pierre-François Pistorio ; VQ : Patrick Chouinard) : Lieutenant Bill Beaman, chef de l'unité des Navy SEALs
- Linda Cardellini (VF : Déborah Perret ; VQ : Julie Burroughs) : Jayne Norquist, analyste de la NSA
- David Gyasi (VF : Jean-Baptiste Anoumon ; VQ : Fayolle Jean Jr.) : Wallace, Chief of Boat de l'USS Arkansas
- Taylor John Smith (VF : Martin Faliu) : Second maître Belford, opérateur sonar de l'USS Arkansas
- Michael Trucco : Navy SEAL Devin Hall
- Ryan McPartlin (VF : Jérémy Bardeau) : Navy SEAL Matt Johnstone, médecin de l'unité
- Yuri Kolokolnikov : Agent Oleg du Service de la sécurité présidentielle russe
- Ilia Volok : Capitaine Vlade Sutrev, commandant du RFS Yevchenko
- Christopher Goh : Lieutenant Park, navigateur  de l'USS Arkansas
- Sarah Middleton : Second maître Liddy, officier des communications de l'USS Arkansas
- Adam James : Capitaine Forbes, second de Fisk
- Corey Johnson : Capitaine de l'USS Tampa Bay
- Stefan Ivanov : Capitaine du RFS Volkov
- Colin Stinton : Sénateur de l'Iowa

 Source et légende : version française (VF) sur RS Doublage ; version québécoise (VQ) sur Doublage.qc.ca

## Production
Le 12 novembre 2015, il a été annoncé qu'un accord avait été conclu entre les producteurs du film, que Relativity, Neal H. Moritz et Toby Jaffe d'Original Film produiraient désormais le film avec Millennium Films, qui le cofinancerait et distribuerait également. 
Le 3 mars 2016, il a été annoncé que Donovan Marsh dirigerait le film avec Gerard Butler et Gary Oldman comme stars, Neal H. Moritz de Original Film et Toby Jaffe produisant le film avec Butler, Tooley Productions (Tucker Tooley, Alan Siegel et Mark Gill), John Thompson, Matt O 'Toole et Les Weldon.
Le 23 juin 2016, Taylor John Smith a été choisi pour jouer dans le film l'opérateur sonar du sous-marin.  
Le 6 juillet 2016, Gabriel Chavarria a rejoint le film pour jouer un Navy SEAL à bord du sous-marin américain, Le lendemain, Zane Holtz a également rejoint le film pour jouer "Martinelli", un membre courageux et talentueux de l'unité d'élite. 
Le 13 juillet 2016, Michael Trucco et Ryan McPartlin sont également montés à bord pour jouer respectivement un spécialiste des armes Devin Hall, et un ancien médecin de la CIA Matt Johnstone. 
Le 19 juillet 2016, Michael Nyqvist a été ajouté au casting pour jouer le capitaine Sergei Andropov. 
Le 21 juillet 2016, David Gyasi a rejoint le film pour jouer le commandant du sous-marin USS  Omaha , avec Toby Stephens dans le rôle du lieutenant Beaman, chef du squad SEAL.
Le tournage principal du film a commencé le 25 juillet 2016, à Londres et en Bulgarie. Des ensembles intérieurs d'un sous-marin d'attaque de classe Virginia ont été construits aux Ealing Studios, en utilisant des plans approuvés par la marine américaine, les espaces étant légèrement élargis pour permettre un mouvement plus libre de la caméra. Les ensembles étaient montés sur un cardan pour simuler le mouvement de la mer. Ealing Studios a également accueilli une salle du Pentagone à partir duquel le personnel militaire américain suit l'action sous-marine.
Un ensemble extérieur du sous-marin principal a été construit dans un réservoir d'eau extérieur de 806000 gallons aux Pinewood Studios, tandis que des scènes sous-marines ont été tournées à l'aide d'un réservoir d'eau séparé aux Warner Bros Studios. Les intérieurs de la base russe ont été construits aux studios de cinéma de Nu Boyana dans la capitale bulgare, Sofia.

## Accueil
Hunter Killer devait être distribué en Russie dans 850 salles à compter du 1er novembre 2018, mais le ministère de la Culture russe annule in extremis la sortie du film, indiquant dans un communiqué que « la compagnie de distribution n'a pas livré en temps prévu une copie du film de la qualité requise à la cinémathèque d'État Gosfilmofond ».
Auparavant, en septembre 2018, la sortie du film avait déjà été annulée en Ukraine, à cause d'une loi introduite récemment dans le pays qui interdit les films considérés comme « glorifiant l'armée russe », du fait du contexte de tensions entre les deux États.